# Doris Leuthard
Doris Leuthard (Merenschwand, Aargau, 10 d'abril de 1963) és una advocada i política suïssa. Fou diputada al Consell Nacional de Suïssa del 1999 al 2006, i presidenta del Partit Popular Democristià de Suïssa (CVP/PDC) del 2004 al 2006. Des del 2006, és un dels set membres del Consell Federal de Suïssa, l'òrgan que actua de fet com a cap d'estat col·legiat de la Confederació Helvètica, on ha tingut el càrrec equivalent a ministra d'Economia del 2006 al 2010. L'any 2009 actuà de vicepresidenta i durant l'any 2010 presidí el Consell Federal de Suïssa, és a dir, que presidí personalment la Confederació Helvètica. Des del 2010, fa de ministra de Medi Ambient, Transport, Energia i Comunicacions.
Pel fet de ser de parla alemanya, quan Leuthard fou elegida per succeir el francòfon Joseph Deiss en el si del Consell Federal de Suïssa, es va trencar per primer cop la tradició que cada membre havia de ser substituït per algú del mateix grup lingüístic.